# Den store udrensning
Den store udrensning eller den store terror (russisk: Большая чистка, tr. Bolsjaja tjistka) var en undertrykkelses- og forfølgelseskampagne, der blev igangsat af Josef Stalin i Sovjetunionen i 1936. Formålet var at sikre Stalins stilling ved at skaffe sig af med reelle og potentielle modstandere.
Terroren varede til 1938 og omfattede udrensninger af Sovjetunionens kommunistiske parti, undertrykkelse af kulakker, deportation af etniske minoriteter og forfølgelse af enkeltpersoner af private grunde. Kampagnen var præget af fængslinger, drab, omfattende overvågning og udbredt mistanke om sabotage.
Mens mange blev sat i tvangsarbejdslejre, gik det endnu værre for de ledende bolsjevikker. Kulminationen på udrensningen var Moskvaprocesserne i 1937, hvor højtrangerende partimedlemmer, embedsmænd og officerer blev stillet for retten og tilstod forbrydelser mod partiet og staten. Mange af dem krævede selv at blive idømt dødsstraf. I medierne i Vesten skabte sagen stor furore, fordi det var tydeligt at tilståelserne var resultatet af massivt pres. De fleste blev henrettet.
Danske kommunister blev også anklaget og tilstod.
Antallet af ofre varierer fra det officielle tal 681.692 til 2 mio.[kilde mangler] I Vesten blev begrebet "den store terror" lanceret i Robert Conquests bog med samme titel fra 1968.